# بريان سترونج
بريان سترونج هو سياسي كندي، ولد في 24 ديسمبر 1946، وتوفي في 25 ديسمبر 2006. حزبياً، نشط في Alberta New Democratic Party ‏. وقد انتخب عضو الجمعية التشريعية ألبرتا.